# Gouffre de La Pierre Saint-Martin
Ne doit pas être confondu avec Grotte de St-Martin.
Pour les articles homonymes, voir Pierre Saint-Martin (homonymie).
Le gouffre de La Pierre Saint-Martin, nommé aussi gouffre Lépineux (Pozo Lepineux en espagnol), est l'entrée historique d'une cavité souterraine majeure située dans le massif de La Pierre Saint-Martin (massif de Larra-Belagua pour les Espagnols), à proximité immédiate de la frontière franco-espagnole et de la commune française d'Arette, dans les Pyrénées-Atlantiques en région Nouvelle-Aquitaine, sous laquelle se développe une partie du réseau souterrain.
Mi-août 2024, c’est la 19e plus profonde cavité naturelle au monde et la 31e plus longue.

## Contexte karstique et topographie

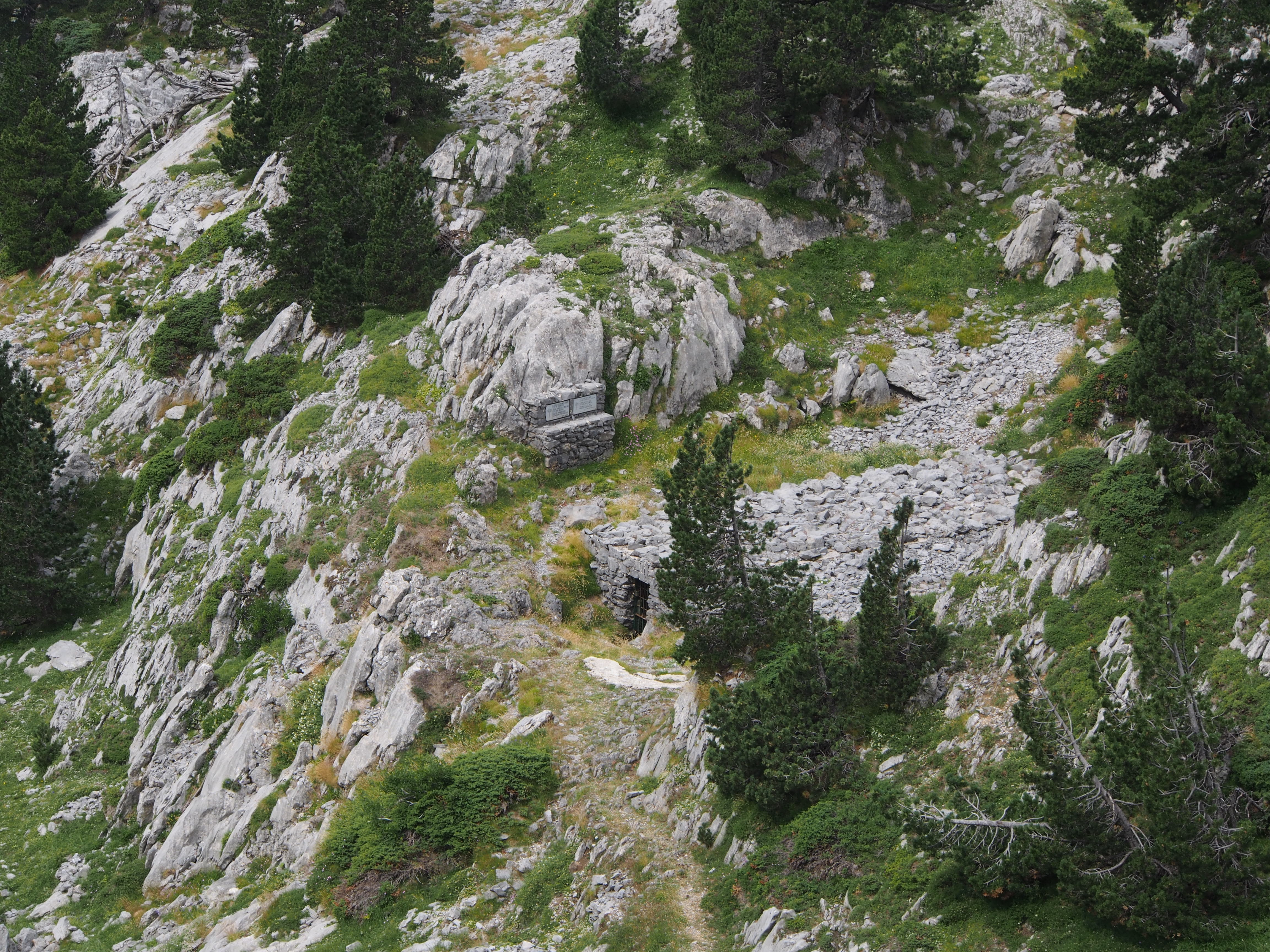
Gouffre de La Pierre Saint-Martin en contrebas de la route.

Le gouffre Lépineux, ainsi que l'ensemble du réseau de La Pierre Saint-Martin auquel il appartient, fait partie d'un karst de 140 kilomètres carrés entre 1 500 et 2 100 mètres d'altitude, à cheval sur la frontière entre la France et l'Espagne. Ce karst, drainé par quatre grands systèmes hydrogéologiques ARSIP,, compte des gouffres parmi les plus profonds et développés du monde ; orienté nord -111°-115° (ou 290°-295°), treize rivières reconnues y coulent et six exsurgences restituent les eaux souterraines.
La description du gouffre Lépineux est ainsi notée lors de la première descente le 12 août 1951 :
« doline, puis éboulis à −80 m, rétrécissement du gouffre jusqu'à −213 m au passage d'une cascade, puis à −275 m, arrivée dans l'immense salle Lépineux. »
L'organisation de la suite du réseau depuis son entrée historique par le gouffre Lépineux est ensuite décrite ainsi :
« Salle Lépineux, suivie d'un goulot nommé Gibraltar puis d'une immense salle nommée salle Elizabeth Casteret. La salle la plus monumentale découverte est l'immense salle de La Verna, qui mesure 245 mètres de diamètre pour 194 mètres de hauteur ; on pourrait y rentrer dix fois la cathédrale Notre-Dame de Paris ; un vol de montgolfière y a même été organisé en 2003. »

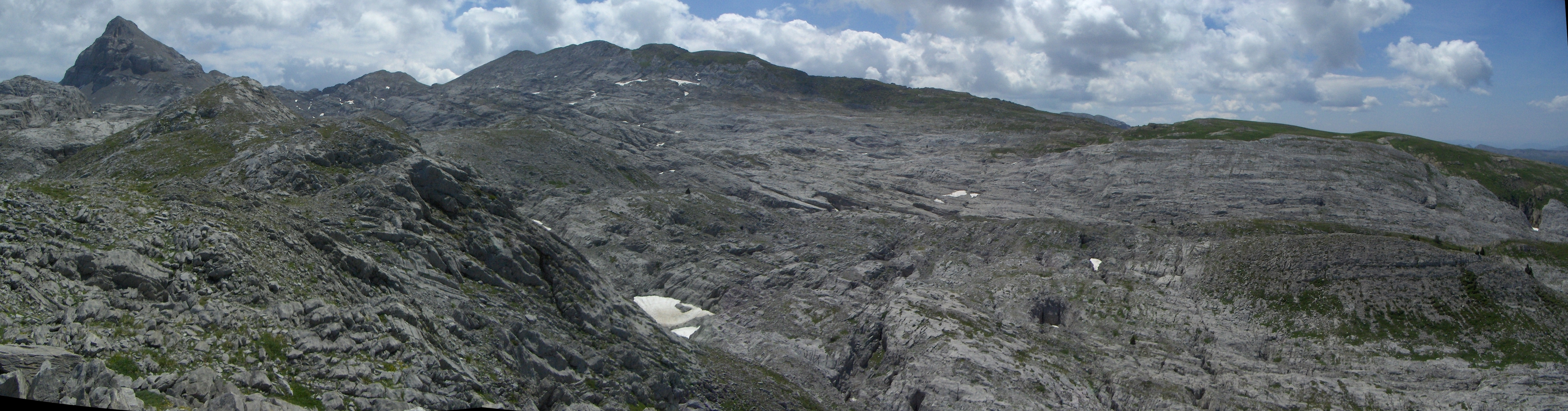
Le karst de La Pierre Saint-Martin, au pied du pic d'Anie (2504 m).

En 2020, le développement de l'ensemble des galeries du karst, recensées par l'ARSIP (Association pour la Recherche Spéléologique Internationale à La Pierre Saint-Martin) correspond à 465,750 kilomètres de long. Plus de 2 000 gouffres relient ces galeries à la surface, parmi lesquels 50 gouffres dépassent les 300 mètres de profondeur. La superficie des salles explorées est de 248 812 mètres carrés (France) et approximativement de dix millions de mètres cubes dont 3 600 000 mètres cubes pour la salle de la Verna et 2 000 000 mètres cubes pour la salle de l'Éclipse.

## Histoire

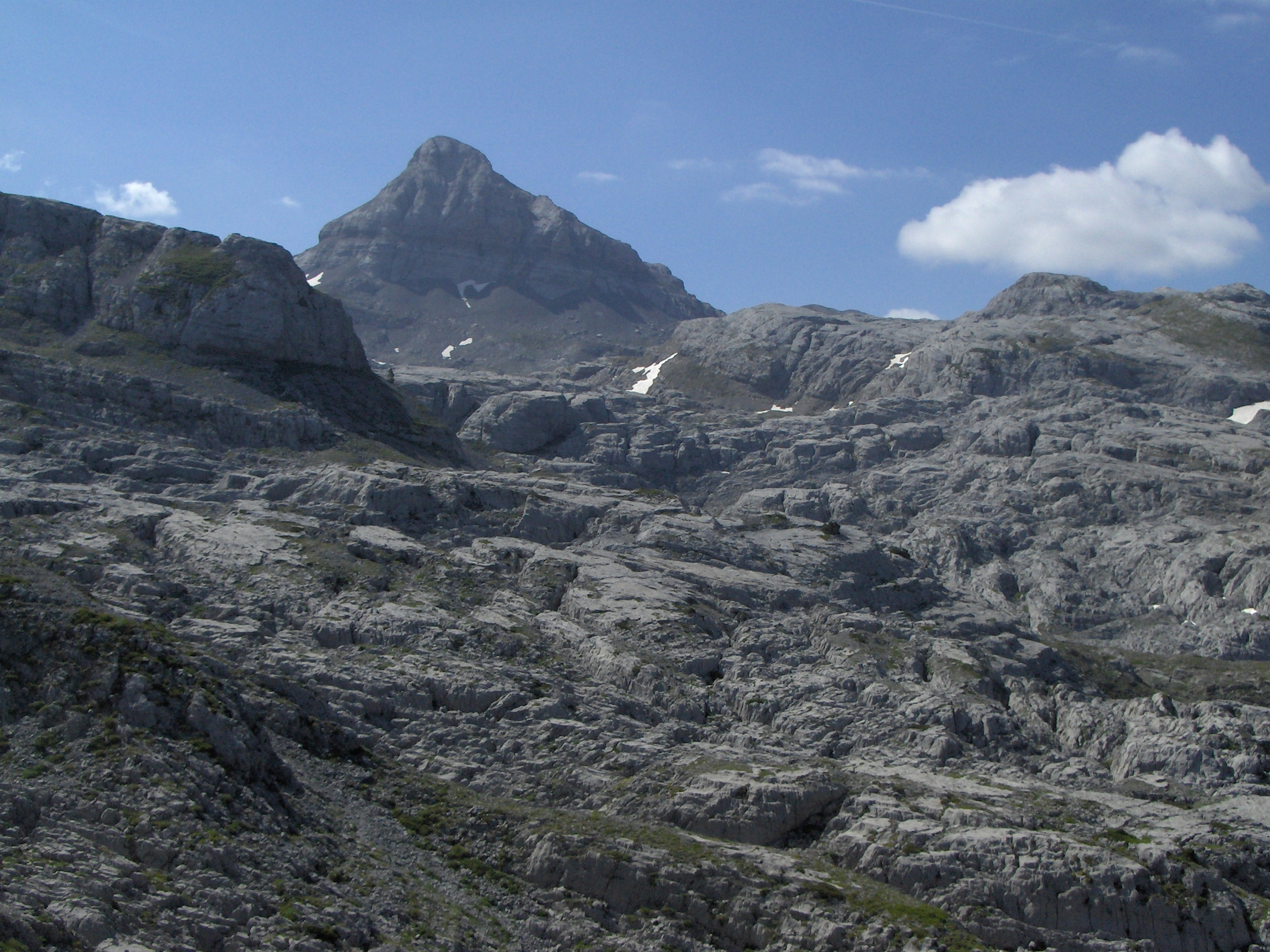
Les Arres d'Anie.

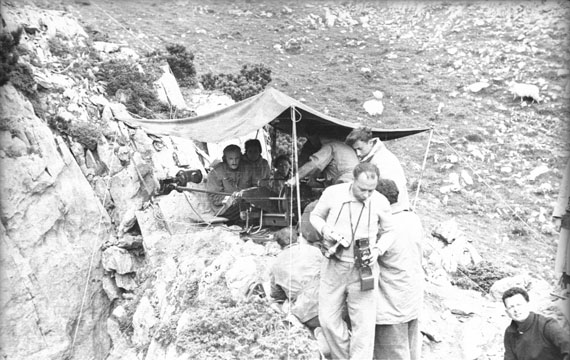
Expédition de 1952 au gouffre de la Pierre Saint-Martin.

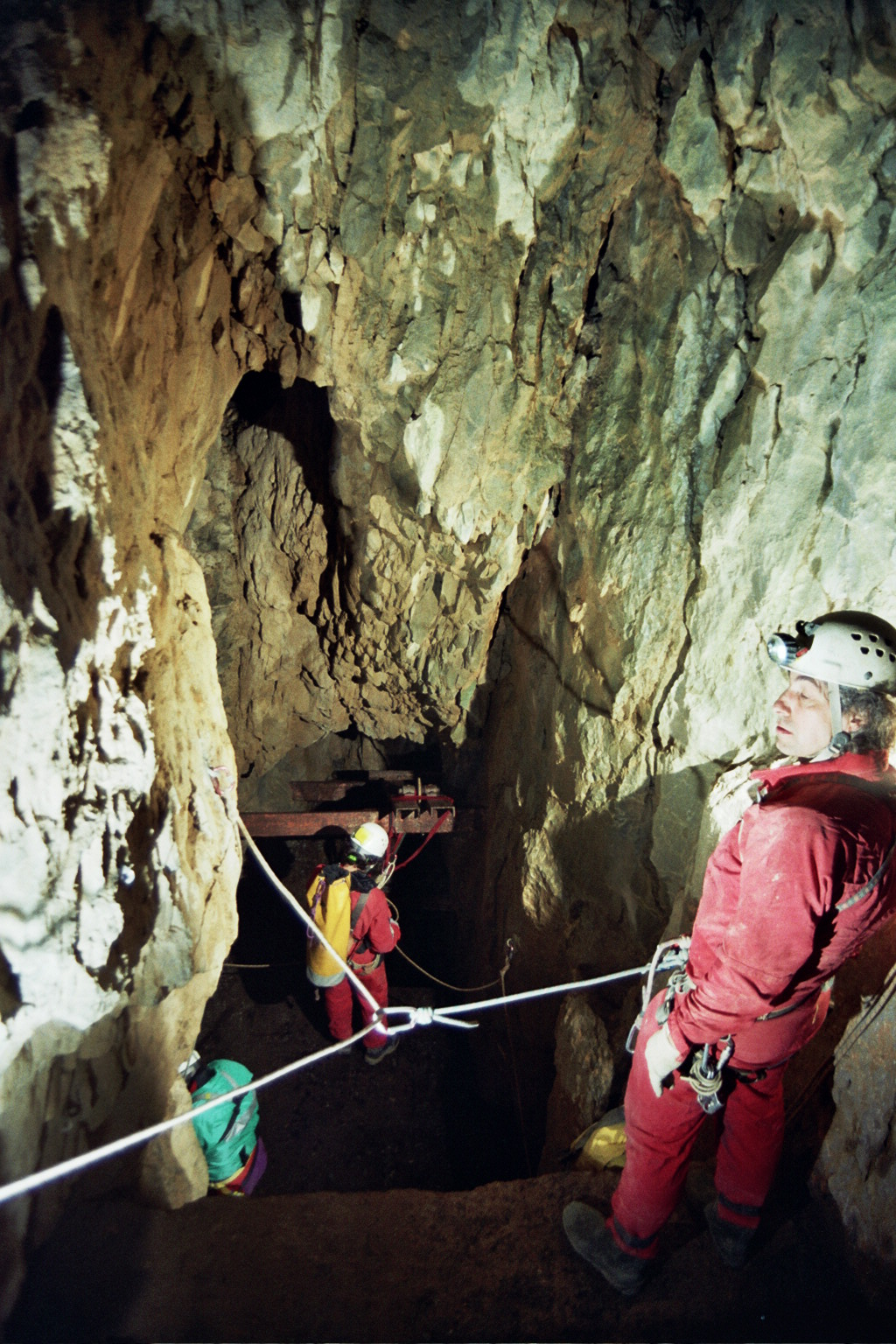
Entrée du gouffre de la Pierre Saint-Martin en 2010.

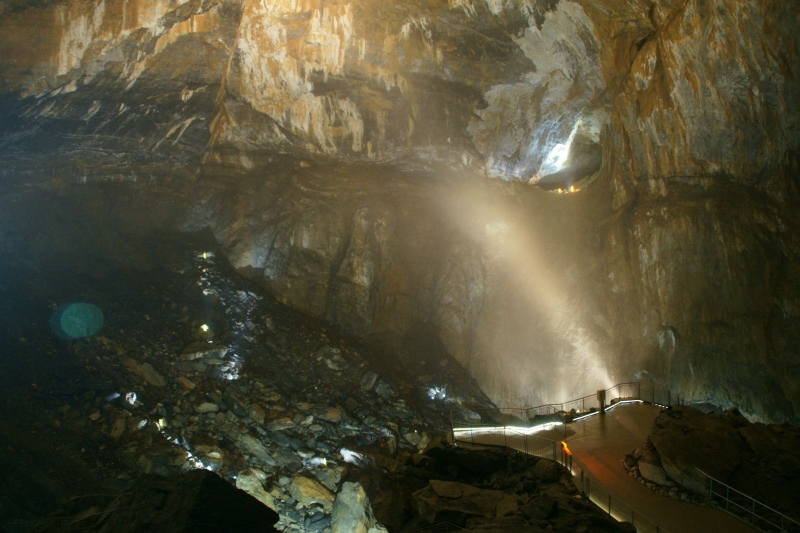
La salle de la Verna.

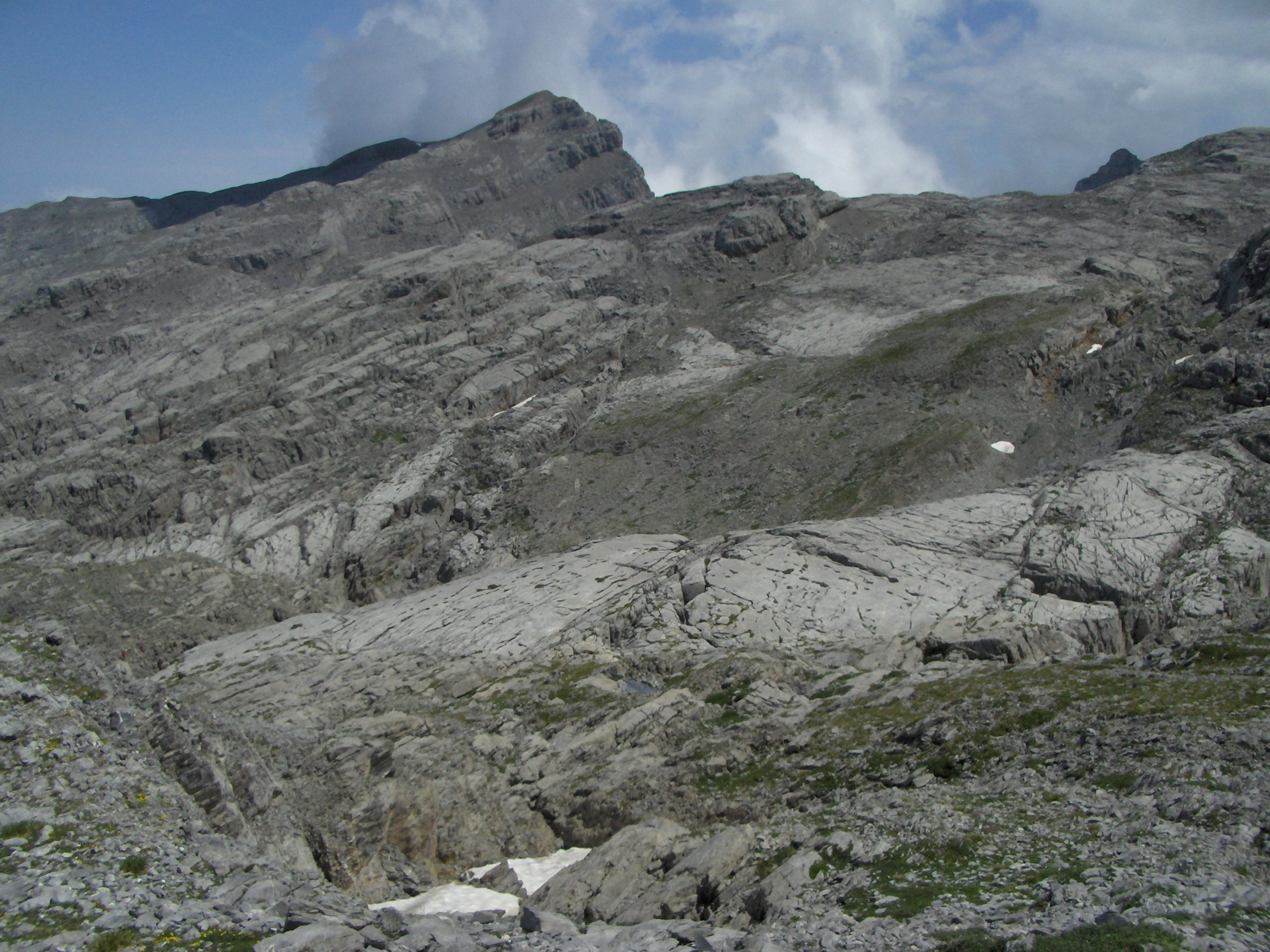
À proximité du gouffre des Partages.

Exploré par Eugène Fournier et Édouard-Alfred Martel dès la fin du XIXe siècle, le massif devient célèbre avec la découverte en 1950 par Georges Lépineux, du puits qui constituera le premier accès au réseau de La Pierre Saint-Martin. À la recherche de gouffres dans la région, il voit une corneille (crave, chocard ou choucas), sortir d'un trou et remarque qu'un souffle en provenait. Il décide avec ces camarades de le dégager et trouve l'entrée du gouffre. 
En 1951, cette verticale de 320 mètres, la plus grande du monde  à l'époque (ce qui lui vaut rapidement le qualificatif d'« Everest des profondeurs », l'ascension victorieuse de cette montagne de l'Himalaya ayant lieu en 1953), est descendue par une équipe comportant notamment Jacques Labeyrie, Georges Lépineux, Marcel Loubens et Haroun Tazieff, au cours d'une expédition menée par le physicien Max Cosyns,.
En 1952, une expédition de grande ampleur à laquelle participent encore Jacques Labeyrie et Haroun Tazieff tourne au drame : un serre-câble se dévisse, Marcel Loubens fait une chute de 15 mètres au cours de sa remontée. Après être resté plusieurs jours dans le coma, il décède au fond du gouffre. Le corps est enterré sur place, et ne sera ramené à la surface que 2 ans plus tard. Ce drame au fond du gouffre le plus profond du monde est relayé par la presse mondiale et sera relaté en détail par Tazieff dans un de ses livres. Une plaque située au fond du gouffre commémore le drame. L'épitaphe de Marcel Loubens sera gravée au burin, sur place au fond du gouffre, par Jacques Labeyrie, membre de l'équipe qui tenta tout pour sauver Loubens.
La veille du drame Labeyrie et Loubens auraient découvert une salle, origine probable d'un ancien lac souterrain mais dont on n'a pas encore retrouvé l'entrée.
En 1953, l'immense salle de la Verna (255 × 245 × 194 m) est découverte par des spéléologues lyonnais. La société EDF perce en 1956 un tunnel permettant d'atteindre cette salle, dans le but d'effectuer un captage hydraulique, projet abandonné à l'époque, puis repris en 2006.
En 1961 via le tunnel une escalade de 70 mètres, dans la salle de la Verna, permet de découvrir la galerie Aranzadi, ancien parcours de la rivière, et une suite aval. Le point bas est atteint en 1965, après le méandre Martine et le puits Parment, à 1006 mètres de profondeur par rapport au puits Lépineux.
En 1966 est créée l'Association pour la recherche spéléologique internationale de La Pierre Saint-Martin (ARSIP), dans le but de coordonner les différentes recherches sur le massif. Le D9 ou gouffre de la Tête Sauvage situé à 1 878 m sur les Arres d'Anie est relié au gouffre Lépineux et devient l'entrée haute du réseau.
En 1975 le gouffre Moreau ou M3, 1 984 m, porte la profondeur à 1 273 m mais quinze jours plus tard le SC3 ou gouffre du Beffroi, 2 037 m, amène à 1 321 m le dénivelé.
En 1982, le gouffre du Pourtet (M31), 2 058 m, fait progresser la profondeur à 1 342 m.
En 2006, un projet de conduite forcée à partir de la salle située au fond du gouffre est réactualisé. Il avait débuté dans les années 1950, puis le projet avait été abandonné car la rivière souterraine ne fournissait pas un débit suffisant. Des galeries avaient été creusées jusqu'à la salle, avec des difficultés et des erreurs de tracé. Aujourd'hui, une galerie de 600 mètres de long rejoint la salle.
Le projet a été repris par la SHEM (Société Hydro Électrique du Midi, ex-filiale de la SNCF, aujourd'hui du Groupe SUEZ). Une prise d'eau a été construite à l'amont de la salle de la Verna ; les canalisations nécessaires sont posées en encorbellement pour longer le mur oriental de la salle, puis en souterrain dans la galerie d'accès EDF et à l'extérieur, pour finalement alimenter l'usine située plus bas au bord du gave de Sainte-Engrâce.
Ce barrage hydroélectrique souterrain de La Verna à Sainte-Engrâce (Pyrénées-Atlantiques), d’une puissance de 4 mégawatts a été mis en service le 2 avril 2008.
Ce nouveau projet a permis également d'ouvrir la salle au public, grâce à un aménagement conçu et géré par le Comité départemental de spéléologie des Pyrénées-Atlantiques. Les visites sont possibles depuis juillet 2010, sur réservation.
Le mardi 5 août 2008, le M 413 ou gouffre des Partages (-1122 m, 24 km) est relié au réseau de La Pierre Saint-Martin par jonction avec le gouffre du Pourtet (M31),. Avec cette jonction, le complexe La Pierre Saint-Martin - gouffre des Partages dépasse en 2008 les 82 kilomètres pour 1410 mètres de dénivelée (deuxième réseau français pour le développement, troisième pour la profondeur).
En 2014 avec trois nouvelles entrées : le gouffre des quinquas (C2-C104) et la Sima Grande de Llano Carreras (C226) et en août 2021 après la jonction avec Xendako Ziloa puis en janvier 2022 avec le Trou Huet, le réseau a un développement de plus de 87 km et est pourvu de 14 entrées naturelles et une artificielle,,.